# Бокмакірі (рід)
Бокмакірі (Telophorus) — рід горобцеподібних птахів родини гладіаторових (Malaconotidae). Представники цього роду мешкають в Африці на південь від Сахари.

## Види
Виділяють три види:
- Бокмакірі (Telophorus zeylonus)
- Вюргер зелений (Telophorus viridis)
- Вюргер червонолобий (Telophorus dohertyi)